# Anna Hermina Rutgers van der Loeff
Anna Hermina Hoevenagel-Rutgers van der Loeff (Haarlem, 22 september 1910 – ?, 31 januari 2007) was een Nederlands beeldhouwer.

## Leven en werk
Anna Hermina, Mien voor intimi, Rutgers van der Loeff was een telg uit het geslacht Van der Loeff. Ze was een dochter van Johan Diederik Rutgers van der Loeff en Françoise Jeannette van Leeuwen. Vader was sinds bibliothecaris van de Stadsbibliotheek en was van 1922-1934 directeur van de openbare leeszaal in Haarlem. Het gezin woonde in Bloemendaal. Rutgers van der Loeff slaagde in 1931 voor het toelatingsexamen van de Rijksakademie van beeldende kunsten in Amsterdam, waar ze studeerde onder Jan Bronner. In 1936 dong ze mee naar de Prix de Rome in de categorie monumentale en versierende beeldhouwkunst. De opdracht was dat jaar een beeld te maken van Orpheus met een lier, Rutgers van der Loeff won de zilveren medaille, de gouden medaille ging naar Wessel Couzijn.
Rutgers van der Loeff trouwde in 1938 in Oosterbeek met de beeldhouwer Frederik Hoevenagel (1902-1988), die zij had leren kennen aan de Rijksakademie. Het paar vestigde zich op villa Lovenhage in Oosterbeek, de naam van de villa was een anagram. Toen zij tijdens de Tweede Wereldoorlog werden geëvacueerd, werden hun huis en atelier geplunderd. In 1949 werd Hoevenagel-Rutgers van der Loeff lid van de perscommissie van het Rozenkruisers Genootschap.
Ze overleed op 96-jarige leeftijd en werd begraven in Oosterbeek.
- RKD-Nederlands Instituut voor Kunstgeschiedenis: 419835